# Etiopia italiană
Etiopia italiană (în italiană Etiopia italiana), cunoscută și drept Imperiul Italian al Etiopiei, reprezintă fostul teritoriu al Imperiului Etiopian, aflat sub ocupație italiană în timpul perioadei fasciste. Etiopia italiană nu a fost o entitate administrativă, ci numele formal dat fostelor teritorii etiopiene, împărțite în patru guvernăminte: Amara, Harar, Galla-Sidamo și Scioa, după înființarea Africii Orientale Italiene (în italiană Africa Orientale Italiana).
După cel de-al Doilea Război Italo-Etiopian, în 1936, în cursul căruia Italia a ocupat Etiopia, fostele teritorii ale Etiopiei au fost proclamate de către Ducele Benito Mussolini ca făcând parte din Africa Orientală Italiană, cu capitala la Addis Abeba.